# Tahith Chong
Tahith Chong (ur. 4 grudnia 1999 w Willemstad) – holenderski piłkarz występujący na pozycji napastnika w Luton Town.

## Młodość
Chong urodził się w Willemstad, Curaçao i jest pochodzenia chińskiego. W późniejszym czasie przeniósł się do Rotterdamu, aby móc rozpocząć karierę piłkarską. W 2016 roku po przejściu do akademii Manchesteru United przeniósł się wraz z rodzicami do Anglii.

## Kariera klubowa

### Wczesna kariera
Chong w wieku 10 lat dołączył do młodzieżówki klubu Feyenoord, a w wieku 16 lat zainteresowały się nim kluby z Premier League. We wrześniu 2014, Chong wziął udział w Manchester Premier Cup w Carrington, gdzie został zauważony przez skautów Manchesteru United. Na początku 2016, Chong był blisko dołączenia do Chelsea.

### Manchester United

#### Kariera juniorska
W kwietniu 2016, Chong ogłosił przenosiny z Feyenoordu do Manchesteru United. Odejście argumentował brakiem pomysłu na jego karierę ze strony holenderskiej drużyny. 3 miesiące później został oficjalnie przedstawiony jako piłkarz Manchesteru United. Grając dla drużyny Manchesteru United U-18, Chong zdobył gola dla zespołu w FA Youth Cup w meczu przeciwko Southampton. W następnym miesiącu z gry na pozostałą część sezonu wykluczyła go kontuzja więzadła krzyżowego. Po powrocie po 10 miesiącach przerwy, Chong zdobył tytuł „Jimmy Murphy Young Player of the Year”.

#### 2018–19: debiut w seniorskiej piłce
W lipcu 2018, Chong pojechał z pierwszą drużyną na przedsezonowe mecze w Stanach Zjednoczonych. W pierwszym meczu zremisowanym 1-1 wystąpił w roli rezerwowego przeciwko Club América, następnie był podstawowym zawodnikiem w spotkaniu z San Jose Earthquake zakończonym bezbramkowym remisem. Chong wystąpił także w przegranych meczach przeciwko Liverpoolowi i Bayernowi.
23 października, znalazł się na ławce rezerwowych na mecz z Juventusem w Lidze Mistrzów. Po zatrudnieniu Ole Gunnara Solskjæra na stanowisko tymczasowego trenera, Chong ponownie pojawił się wśród rezerwowych, tym razem w meczu zwyciężonym 2–0 z Newcastle United. Trzy dni później, zadebiutował w 62. minucie, zastępując na boisku Juana Matę w rozgrywkach Pucharu Anglii w wygranym meczu z Reading. Chong zadebiutował w Premier League 2 marca 2019 przeciwko Southampton, wchodząc za Marcusa Rashforda w 95. minucie meczu, który Manchester United wygrał 3-2. 6 marca, Chong zadebiutował w Lidze Mistrzów w meczu 1/8 finału przeciwko Paris Saint-Germain, zmieniając w 80 minucie spotkania Andreasa Pereirę.

### Werder Brema
16 sierpnia 2020 roku udał się na roczne wypożyczenie do Werderu Brema. 30 stycznia 2021 roku Werder Brema postanowił zakończyć jego wypożyczenie.

### Club Brugge
30 stycznia 2021 roku udał się na półroczne wypożyczenie do Club Brugge.

### Birmingham City
W sierpniu 2021 roku udał się na roczne wypożyczenie do Birmingham City. 1 września 2022 roku podpisał z klubem czteroletni kontrakt.

### Luton Town
W dniu 14 lipca 2023 roku podpisał kontrakt z Luton Town.

## Reprezentacja
W 2016, Chong reprezentował Holandię podczas Mistrzostw Europy U-17, na których zdobył gola w wygranym ćwierćfinale przeciwko Szwecji. Turniej zakończył na przegranym półfinale z Portugalią.

## Statystyki

### Klubowe
(aktualne na dzień 1 września 2022)
| Klub                   | Sezon              | Liga               | Liga  | Liga   | Puchar krajowy | Puchar krajowy | Puchar ligi | Puchar ligi | Europa | Europa | Suma  | Suma   |
| Klub                   | Sezon              | Liga               | Mecze | Bramki | Mecze          | Bramki         | Mecze       | Bramki      | Mecze  | Bramki | Mecze | Bramki |
| ---------------------- | ------------------ | ------------------ | ----- | ------ | -------------- | -------------- | ----------- | ----------- | ------ | ------ | ----- | ------ |
| Manchester United      | 2018/19            | Premier League     | 2     | 0      | 1              | 0              | 0           | 0           | 1      | 0      | 4     | 0      |
| Manchester United      | 2019/20            | Premier League     | 3     | 0      | 2              | 0              | 1           | 0           | 6      | 0      | 12    | 0      |
| Werder Brema (wyp.)    | 2020/21            | Bundesliga         | 13    | 0      | 2              | 1              | –           | –           | –      | –      | 15    | 1      |
| Club Brugge (wyp.)     | 2020/21            | Eerste klasse A    | 10    | 0      | 3              | 1              | –           | –           | 0      | 0      | 13    | 1      |
| Birmingham City (wyp.) | 2021/22            | Championship       | 20    | 1      | 0              | 0              | –           | –           | –      | –      | 20    | 1      |
| Birmingham City        | 2022/23            | Championship       | 0     | 0      | 0              | 0              | –           | –           | –      | –      | 0     | 0      |
| Ogólnie w karierze     | Ogólnie w karierze | Ogólnie w karierze | 48    | 1      | 8              | 2              | 1           | 0           | 7      | 0      | 64    | 3      |

## Sukcesy
Club Brugge
- Mistrzostwo Belgii (1): 2020/2021